# Moïse Koré
Moïse Loussouko Koré (Gagnoa, 1956) è un ex cestista e dirigente sportivo ivoriano.

## Carriera
Con la Costa d'Avorio ha disputato i Campionati mondiali del 1982 e due edizioni dei Campionati africani (1978, 1981).